# Le Jour de Christophe Colomb
Le Jour de Christophe Colomb (Holiday Special en VO) est le troisième épisode de la vingtième-et-unième saison de la série télévisée d'animation américaine  South Park, et le 280e épisode de la série globale. Il est diffusé pour la première fois le 20 septembre 2017 sur Comedy Central. L'épisode traite de l'auto-victimisation au travers des difficultés des Amérindiens et des oppositions au jour de Christophe Colomb.
Le jour de Christophe Colomb, qui est un jour férié, est annulé par la personne qui déteste le plus ce personnage : Randy Marsh. Les enfants se révoltent pour récupérer leur jour de repos, tandis que Randy veut défendre sa cause avec un test ADN.

## Résumé
À l'école de South Park, tous les élèves sont furieux car quelqu'un a annulé la célébration du jour de Christophe Colomb dans leur établissement. Comme c'est un jour férié, cela veut dire qu'ils vont devoir aller en cours. La personne responsable est un membre du corps enseignant du nom de Peter Goltman, qui a été inspiré par Randy Marsh.
Randy déteste Christophe Colomb à cause de ses massacres perpétrés contre les Amérindiens. Pour exprimer sa solidarité avec eux, il dit que lui aussi se sent "indigène" ("indigenous" en VO). En réalité, il confond ce mot avec "indigné" ("indignant" en VO).
Mais il existe des photos de 2013 et même des photos de mariage montrant Randy déguisé en Christophe Colomb, qui prouvent que sa haine est très récente. Kyle et Stan vont mettre la main dessus, et, souhaitant retrouver le jour férié qu'ils ont perdu, ils vont les utiliser pour faire pression sur Randy. Ce dernier, mis face à ses contradictions, cherche un moyen de s'en défaire, craignant d'être pris à partie pour adorer Christophe Colomb. Il voit alors une publicité pour la compagnie de généalogie ADN et Moi, qui propose des examens d'ADN pour en savoir plus sur ses ancêtres. Randy prend contact avec eux, et avant que le représentant arrive, il invite un Amérindien chez lui et l'embrasse à l'abri des regards avant de passer un test salivaire. Il pense qu'il aura ainsi de l'ADN amérindien dans sa bouche. Mais l'Amérindien croit qu'il a une relation homosexuelle avec Randy, qui essaye en vain de lui faire comprendre qu'il se trompe.
Les enfants font appel à Kenny, qui modifie sa voix pour appeler Peter Goltman et le convaincre de regarder les photos de Randy en costume de Christophe Colomb. Mais Peter refuse, persuadé que tout ce qui est exposé sur Internet est faux. 
Randy essaye de se débarrasser de ses affaires de Christophe Colomb, mais reçoit une nouvelle visite de l'Amérindien. Agacé, il le chasse en le brutalisant, alors qu'il est déguisé en Christophe Colomb. Un jogger filme la scène et la poste sur Internet. Les enfants l'enregistrent sur une VHS et la montrent à Peter Goltman, qui accepte la véracité des images ce vieux support vidéo. 
Le test salivaire de Randy ayant révélé des irrégularités, des représentants d'ADN et Moi reviennent le voir et effectuent cette fois un prélèvement anal pour des résultats clairs et nets. Ils révèlent que Randy a l'ADN d'une personne caucasienne britannique commune, et qu'il est aussi à 2.8% Néandertalien, espèce avec laquelle les Homo sapiens ont eu des croisements, et qu'ils ont également massacrés. Randy est furieux d'apprendre que ses ancêtres ont été violés et maltraités par les humains modernes. Il rentre chez lui, où il tombe sur un Peter Goltman mécontent qu'il frappe au visage, et sur l'Amérindien qui le supplie s'accepter tel qu'il est. Randy voit alors que jouer la victime ne donne rien de bon, et décide de changer de comportement.
Randy fait un discours devant l'école pour annoncer que le jour férié tant désiré par les élèves est maintenu, mais plutôt que de célébrer Christophe Colomb, il sera dédié aux personnes "indigènes", que Randy confond toujours avec "indigné". Randy croit que les personnes "indigènes" ont beaucoup de choses sur le cœur, qu'elles pourront exprimer librement durant ce nouveau jour férié. Tandis que les élèves comment à profiter de leur jour de repos, la foule, offensée par l'ignorance de Randy, échange des insultes avec lui tout en se dispersant petit à petit.